# Science of Advanced Materials
Science of Advanced Materials is een internationaal, aan collegiale toetsing onderworpen wetenschappelijk tijdschrift op het gebied van de natuurkunde.
Het wordt uitgegeven door American Scientific Publishers.